# Сърбиново (община Гостивар)
Вижте пояснителната страница за други значения на Сърбиново.
Сърбиново (на македонска литературна норма: Србиново; на албански: Sërmnova) е село в Северна Македония, в община Гостивар.

## География
Селото е разположено в областта Горни Полог южно от град Гостивар в южните склонове на Сува гора на Лакавишката река.

## История
На 2,5 km западно от Сърбиново е средновековната рударска крепост Звезда. Според Йован Трифуноски в Средновековието Србиново е център на жупа, състояща се от 11 села: Сърбиново, Лакавица, Куново, Търново, Страяне, Железно Речане, Падалище, Долна Гьоновица, Горна Гьоновица, Митрови Кърсти и Бъркиньово (днес изчезнало). В края на ХVІІІ или в началото на ХІХ век е разрушен храмът в селото.
В началото на ΧΙΧ век Сърбиново е албанско село в Гостиварска нахия на Тетовска каза на Османската империя. Андрей Стоянов, учителствал в Тетово от 1886 до 1894 година, пише за селото:
| „ | С. Сърбиново. — Близо при селото има развалини на старъ монастиръ. | “ |

Според статистиката на Васил Кънчов („Македония. Етнография и статистика“) в 1900 Сърбиново има 440 жители арнаути мохамедани.
През 1913 година селото попада в Сърбия. Според Афанасий Селишчев в 1929 година Сърбиново е село в Железноречка община в Горноположкия срез и има 102 къщи с 538 жители албанци.
Според преброяването от 2002 година селото има 1039 жители албанци.
До 2004 година Сърбиново е център на самостоятелна община.